# Адандозан
Адандозан (Аданузам) (д/н — 1861) — 10-й ахосу (володар) Дагомеї в 1797—1818 роках. Символами були павіан (або бабуїн) із повним ротом, колосся в руці (натяк на його ворога — Ойо), і велика парасолька («володар затьмарює своїх ворогів»). Намагався переорієнтувати економіку держави з работоргівлі на сільське господарство, проте зазнав невдачі.

## Життєпис

### Панування
Походив з династії Алладаксону. Другий син ахосу Агонгло. 1 травня 1797 року того було вбито власним братом Догоном. Внаслідок цього почалася боротьба за трон, що завершилася 5 травня перемогою прихильників Адандозана. В результаті Догона було страчено, а його прихильників — заслано або перетворено на рабів. Через молодий вік нового ахосу було встановлено регентство у складі мігана (верховного судді) межу (першого міністра) та кподжито (королеви-матері).
1801 року відправив на навчання до Великої Британії двох своїх синів, але британські супроводжувачі продали їх у рабство. Лише у 1803 році з великими труднощами ахосу вдалося викупити синів. 1804 року спрямував до Португалії посольство з проханням надіслати людей, які вміють робити рушниці і порох, і фахівців з видобутку золота, оскільки він мав намір налагодити в Дагомєє виробництво вогнепальної зброї і відкрити золоті копальні. Втім не досяг успіху.
1804 року відсторонив колишніх радників й сановників від влади. При цьому продовжував спиратися на вищих сановників. Спочатку продовжив політику попередника, здійснюючи людоловлю за межами Дагомеї, насамперед нападами на племена махі. Також спільно місто-держава Велике Попо атакував порти-конкуренти Хогбону і Мале Попо. 1805 році з відновлення потуги держави Ойо припинили ці напади та підтвердив визнання зверхності Ойо над Дагомеєю.
Намагався дипломатичними заходами відродити работоргівлю в порту Уїда, чому також сприяло скасування на заборону рабами, видану Францією 1802 року. Відмовившись від переходу у католицтво, ахосу намагався отримати гірничих інженерів та налагодити виробництво власної вогнепальної зброї. Його було відмовлено, що посилило напруженість між португальцями і британцями відносно Адандозана.
Зрозумівши неможливість відродження работоргівлі у попередніх масштабах, ахосу зосередився на розвитку сільського господарства, особливу увагу приділяв збільшенню посівів кукурудзи. Навіть зробив державним щорічне Свято кукурудзи.
1807 року Велика Британія скасувала торгівлю рабами і почала тиснути на інші країни Європи, щоб зробити те саме. В рамках цих зусиль 1810 року британським урядом було підписано угоду угоду з португальським королем (перебував у вигнанні в Бразилії), яка дозволяла работоргівлю лише в портах, де португальці вже торгували рабами. Це вдарило по торгівлі в конкурентів Дагомеї, а в дагомейському порту Уїда португальська торгівля рабами зросла.
Втім це завдало удару планам ахосу з розвитку землеробство, оскільки работоргівля знову ставала прибутковою. Проти Адандозана став інтригувати бразильський работорговець Франсіску Фелікс де Соуза, який позичив ахосу чималі кошти. Коли він просив повернути цю позику, Адандозан публічно образив де Соузу і ув'язнив його, змусивши зрештою того втекти до Малого Попо. після цього бразилець підтримав змову Гезо, брата ахосу.
1818 року під час щорічного Свята Дагомеї Гезо з прихильниками напав на Адандозана, якого було схоплено, а більшість його синів та охоронців-жінок вбито. Новим ахосу став Гезо.

### Подальша діяльність
Більшість дослідників вважає, що Адандозан зберіг життя. Йому змінили ім'я, запроторивши в одну з кімнат палацового комплексу в Абомеї. Було заборонено вимовляти вголос його ім'я за правління. Тому його стали називати Да Гболометон (Невідомий правитель).
Також панування цього ахосу стали зображувати жорстоким (начебто страчував людей, кидаючи їх на поталу гієнам) й несправедливим, нездарою у військовій справі та загалом божевільним, а усі досягнення приписувати наступним володарям. В результаті багато відомостей про період правління Адандозанна було знищено. Помер колишній володар 1861 року. Його поховали швидко й без свідків, але з відповідними почестями.

## Спадщина
Історичні архіви містять велику кількість листів, які Адандозан надіслав кільком іноземним представникам, особливо королям. У цих листах ахосу описує важливі військові кампанії (переможні, за його повідомленнями), а також свої переговори з європейцями. Деякі з цих листів опублікував П'єр Верже у 1960 році. Великий архів, знайдений у Бразильському історико-географічному інституті в Ріо-де-Жанейро, залишається неопублікованим.